# Перейра Кошта, Вагнер
Вагнер Перейра Кошта (род. 1 июня 1987, Ориньюс, Сан-Паулу, Бразилия) — бразильский футболист, нападающий. Вагнер начал свою карьеру с União Barbarense, и в апреле 2006 года присоединился к Дариде. После 21 месяца покинул Дариду и в январе 2008 подписал контракт с Гранитом.

## Достижения
- Обладатель Кубка Казахстана: 2011